# Listen to the Music (KANの曲)
「Listen to the Music」（リッスン・トゥ・ザ・ミュージック）は、2011年12月7日にzetima（アップフロントワークス）からリリースされたKANの33作目のシングル。

## 概要
通常盤のみの1形態で発売。前作「よければ一緒に」以来約1年10か月ぶりとなるシングル。

## 収録曲
- 全編曲：KAN

1. Listen to the Music [3:31]
  - 作詞・作曲：KAN
2. Christmas Song [2:50]
  - 作詞・作曲：Raymond O'Sullivan
  - ギルバート・オサリバンの楽曲のカバー。
3. Listen to the Music -instrumental- [3:31]
4. Christmas Song -instrumental- [2:50]